# チェリー・ジョーンズ
チェリー・ジョーンズ（Cherry Jones, 1956年11月21日 - ）は、アメリカ合衆国の女優。テネシー州出身。
主に舞台を中心に活動しており、トニー賞の4回のノミネート、2回の受賞を始め、名だたる演劇賞で多くの栄誉を受けている。2009年からテレビシリーズ『24 -TWENTY FOUR-』にレギュラー出演し、第61回プライムタイム・エミー賞の最優秀助演女優賞を受賞した。

## 来歴
1956年、テネシー州パリスで花屋の店長の父親と高校教師の母親の家庭に生まれる。1972年、16歳のときにシカゴで公演していた舞台『日陰者に照る月』で主演のジョージー・ホーガン役を演じていたコリーン・デューハーストの演技を見て、女優になることを決意した。後年、ブロードウェイで同役を演じて、トニー賞候補になっている。
1978年にカーネギーメロン大学の演劇学校を卒業。1980年、マサチューセッツ州ケンブリッジのアメリカン・レパートリー・シアターの創立メンバーの一人となる。以後、1991年まで『お気に召すまま』のロザリンド役、『三人姉妹』のイリーナ役など劇団が制作した20以上のプロダクションに出演した。現在も劇団員として名を連ねており、2002年には『女の平和』（Lysistrata）で久々に同劇団の舞台に立ち、タイトルロールを演じている。
ブロードウェイ・デビューは1986年。『ステッピング・アウト』にオリジナルキャストとして出演。1991年に『我らが祖国のために』で初のトニー賞候補となり、1992年に『ボルティモア・ワルツ』でオビー賞を受賞する。その後、1995年に上演された『女相続人』と2004年の初演後に映画化もされた『ダウト 疑いをめぐる寓話』で2度、トニー賞の演劇主演女優賞を受賞し、2000年の『日陰者に照る月』を合わせてこれまでに4度、演劇主演女優賞で候補になっている。1997年12月にオフ・ブロードウェイで開幕した『Pride's Crossing』では、同年に行っていたサン・ディエゴでの公演から引き続き参加し、翌年に発表されたドラマ・デスク賞、Lucille Lortel賞などオフ・ブロードウェイを対象にした名だたる賞を総なめにしている。また、『ダウト』でもこれら2つの賞に加えて、2度目のオビー賞も受賞している。ドラマ・デスク賞は『女相続人』でも受賞しているので受賞は3回、候補は『フェイス・ヒーラー 霊能治療者』も合わせて4回となる。
テレビシリーズにもなった、「大草原の小さな家」のCDオーディオブック（Harper Children's Audio 2003 Little House in the Big Woods）の朗読もしている。
最初のトニー賞受賞後は映像作品の仕事も増え、脇を固める重要な役を多く演じるようになる。代表的なものとして、映画『エリン・ブロコビッチ』の原告団への参加を拒む水質汚染の被害住民の一人や『サイン』の女性警官役などがある。『クレイドル・ウィル・ロック』では、主要人物の一人である連邦劇場計画のリーダー、ハリー・フラナガン（en:Hallie Flanagan）役を演じ、数多くのアンサンブルキャストの中からChlotrudis賞の助演女優賞候補に選ばれている。テレビでは、ジーン・ワイルダー主演の『名探偵は演出家』2作品でヒロインを演じ、また、実話を基にライフタイムが制作した『愛と憎しみの法廷』では、人工授精で子供を得るレズビアンのカップル役として、ブルック・シールズの相手役を演じた。
2009年、『24 -TWENTY FOUR-』にアリソン・テイラー大統領役で第7シーズンよりレギュラー出演。「アメリカ初の女性大統領」という役柄を演じ、第61回プライムタイム・エミー賞の最優秀助演女優賞を受賞した。

### プライベート
私生活では同性愛者であることを公言しており、2003年から女優のサラ・ポールソンと交際していたが、2009年に別れている。

## 主な出演作品

### 映画
| 公開年 | 邦題 原題                                                               | 役名                               | 備考       |
| ------ | ----------------------------------------------------------------------- | ---------------------------------- | ---------- |
| 1997   | ジュリアン・ポーの涙 Julian Po                                          | ルーシー                           |            |
| 1998   | モンタナの風に抱かれて The Horse Whisperer                              | リズ・ハモンド                     |            |
| 1999   | 名探偵は演出家 奇妙な遺言 Murder in a Small Town                        | ミミ                               | テレビ映画 |
| 1999   | クレイドル・ウィル・ロック Cradle Will Rock                             | ハリー・フラナガン                 |            |
| 1999   | 名探偵は演出家 疑惑の淑女 The Lady in Question                          | ミミ                               | テレビ映画 |
| 2000   | エリン・ブロコビッチ Erin Brockovich                                    | パメラ・ダンカン                   |            |
| 2000   | パーフェクト ストーム The Perfect Storm                                 | エディ・ベイリー                   |            |
| 2000   | ジェニーのいた日々 Cora Unashamed                                       | リザベス                           | テレビ映画 |
| 2001   | 愛と憎しみの法廷 What Makes a Family                                    | サンディ                           | テレビ映画 |
| 2002   | ヤァヤァ・シスターズの聖なる秘密 Divine Secrets of the Ya-Ya Sisterhood | バギ・アボット                     |            |
| 2002   | サイン Signs                                                            | キャロライン・パスキ               |            |
| 2004   | ヴィレッジ The Village                                                  | クラック夫人                       |            |
| 2004   | オーシャンズ12 Ocean's Twelve                                           | モリー・スター／コールドウェル夫人 |            |
| 2008   | 24 リデンプション 24: Redemption                                        | アリソン・テイラー                 | テレビ映画 |
| 2009   | 愛する人 Mother and Child                                               | シスター・ジャンヌ                 |            |
| 2009   | アメリア 永遠の翼 Amelia                                                | エレノア・ルーズヴェルト           |            |
| 2011   | それでも、愛してる The Beaver                                           | 副社長                             |            |
| 2011   | ニューイヤーズ・イブ New Year's Eve                                     | ローズ（サムの母）                 |            |
| 2016   | アメリカン・レポーター Whiskey Tango Foxtrot                            | ジェリー・ターブ                   |            |
| 2017   | サリー・ポッターのパーティー The Party                                  | マーサ                             |            |
| 2019   | ワイン・カントリー Wine Country                                         | ミス・サンシャイン                 |            |
| 2019   | Our Friend/アワー・フレンド Our Friend                                  | プルエット                         |            |
| 2019   | マザーレス・ブルックリン Motherless Brooklyn                            | ギャビー・ホロウィッツ             |            |
| 2019   | レイニーデイ・イン・ニューヨーク A Rainy Day in New York                | ギャツビーの母                     | [ 8 ]      |
| 2021   | タミー・フェイの瞳 The Eyes of Tammy Faye                               | レイチェル・ラヴァレイ             | [ 9 ]      |
| 2022   | 空はどこにでも The Sky Is Everywhere                                    | グラム・ウォーカー                 | [ 10 ]     |

### テレビシリーズ
| 放映年    | 邦題 原題                                           | 役名                   | 備考                                                                          |
| --------- | --------------------------------------------------- | ---------------------- | ----------------------------------------------------------------------------- |
| 2001      | そりゃないぜ!? フレイジャー Frasier                 | ジャネット             | 1エピソード                                                                   |
| 2004      | ザ・ホワイトハウス The West Wing                    | バーバラ・レイトン     | 第5シーズン第16話: それでも地球は回っている Eppur Si Muove                    |
| 2004-2005 | クラブハウス Clubhouse                              | マリー修道女           |                                                                               |
| 2009-2010 | 24 -TWENTY FOUR- 24                                 | アリソン・テイラー     | 43エピソード                                                                  |
| 2012      | アウェイク 〜引き裂かれた現実 Awake                 | ジュディス・エヴァンス | 13エピソード                                                                  |
| 2018      | ハンドメイズ・テイル/侍女の物語 The Handmaid's Tale | ホリー・マドックス     | プライムタイム・エミー賞ゲスト女優賞ドラマ部門受賞                            |
| 2019      | サクセッション Succession                           | ナン・ピアース         | リカーリング 第72回プライムタイム・エミー賞ゲスト女優賞ドラマシリーズ部門受賞 |
| 2020      | ジェイコブを守るため Defending Jacob                | ジョアンナ・クライン   | メインキャスト                                                                |

### 舞台
（主にブロードウェイ公演のみ）
- ステッピング・アウト Stepping Out (1987)
- 我らが祖国のために Our Country's Good (1991)
- ボルティモア・ワルツ The Baltimore Waltz (1992) オフ・ブロードウェイ
- エンジェルス・イン・アメリカ Angeles in America (1993)
- 女相続人 The Heiress (1995)
- イグアナの夜 The Night of the Iguana (1996)
- 日陰者に照る月 A Moon for the Misbegotten (2000)
- ダウト 疑いをめぐる寓話 Doubt (2004)
- フェイス・ヒーラー 霊能治療者 Faith Healer (2006)